# ريتشارد غري
ريتشارد غري (بالإنجليزية: Richard Grey)‏ ء (1457 – 25 يونيو 1483)، كان فارساً إنجليزياً وهو أيضا الأخ الغير شقيق للملك إدوارد الخامس. فهو الابن الأصغر لجون غري غروبي من زوجته إليزابيث وودفيل والتي أصبحت ملكة بعدما تزوجت من إدوارد الرابع.

## الفروسية
كان ريتشارد غري فارساً في عام 1475، وعين أربع مرات للعضوية النبيلة (فرسان الرباط) بين 1476 و 1482. كما بدأ دوره السياسي في عام 1475، وهو العام الذي كان فارس، عندما بدأ العمل في ويلز والحدود الإنجليزية للمقاطعات كجزء من الحكم السياسي لمجلس أخيه غير الشقيق الآخر إدوارد، أمير ويلز (إدوارد الخامس لاحقا).